# Мормонізм

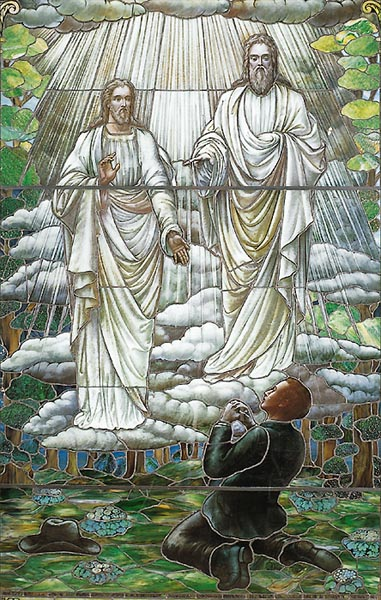
Перше видіння: Бог - Батько та Ісус Христос з'являються чотирнадцяти річному Йосипу Сміту у гаю недалеко від будинку Смітів у шт. Нью-Йорк.

Мормоні́зм (англ. Mormonism) — це термін визначаючий релігійні вірування та практики членів Церкви Ісуса Христа святих останніх днів, також відомих як мормони. Центральну роль релігійної теології церкви займає віра у Бога Батька, Його Сина Ісуса Христа та Святого Духа, як у окремих членів Божества, та тим не менш єдиних у своїй меті: «здійснювати безсмертя і вічне життя людини». Члени Цекрви Ісуса Христа святих останніх днів, також вірять, що у 1820 році, Бог - Батько та Ісус Христос прийшли до чотирнадцяти річного Йосипа Сміта, для того, щоб, покликати його пророком та через нього відновити владу священства та повноту Євангелії яку було втрачено внаслідок смерті Апостолів, первинної християнської церкви. Сьогоднішнім нащадком Йосипа Сміта по лінії священства та провідником або пророком церкви Ісуса Христа святих останніх днів є Рассел М. Нельсон. За даними на 2023 рік мормонізм нараховує більше ніж 17.25 млн. вірян, які організовані у 3,521 кіл, 517 округів, які є частиною 411 місій та мають 189 активних храмів.
Прізвисько «мормони» походить від священного писання, що носить назву «Книга Мормона», яку назвали в честь Мормона — древнього пророка, воєначальника та літописця, який об'єднав численні історичні та духовні записи древніх народів, що населяли американські континент.

## Теологія

### Природа Божества
Божество складають три окремі особи: Бог, Вічний Батько, Його Син, Ісус Христос, та Святий Дух. Ми віримо у кожного з Них (УВ 1:1). З одкровення останніх днів дізнаємося, що Батько і Син мають відчутні на дотик тіла з плоті й кості, а Святий Дух є особою з духа. Плоті й кості Він не має (УЗ 130:22–23). Ці три особи єдині у довершеній єдності і гармонії мети й учення (Іван 17:21–23; 2 Неф. 31:21; 3 Неф. 11:27, 36).

#### Бог Батько
Батько, або Елогим,—звичайно саме Йому належить титул Бог. Його названо Батьком, тому що Він є батьком наших духів (Чис. 16:22; 27:16; Мал. 2:10; Мт. 6:9; Еф. 4:6; Євр. 12:9). Бог Батько є верховним правителем всесвіту. Він всемогутній (Бут. 18:14; Ал. 26:35; УЗ 19:1–3), усе знає (Мт. 6:8; 2 Неф. 2:24) і присутній скрізь через Свого Духа (Пс. 139:7–12; УЗ 88:7–13, 41). Людство перебуває в особливих стосунках з Богом, і це відрізняє людину серед інших створінь: чоловіки й жінки є Божими духовними дітьми (Пс. 82:6; 1 Іван. 3:1–3; УЗ 20:17–18).
Описано кілька випадків, коли Бог Батько являвся або говорив до людини. Писання кажуть, що Він розмовляв з Адамом і Євою (Мойс. 4:14–31) і кілька разів представляв Ісуса Христа (Мт. 3:17; 17:5; Іван 12:28–29; 3 Неф. 11:3–7). Він являвся Степанові (Дії 7:55–56) і Джозефу Сміту (ДС—Іст. 1:17). Пізніше Він явився Джозефу Сміту і Сідні Рігдону (УЗ 76:20, 23). Тим, хто любить Бога і очищує себе перед Ним, Він іноді дарує привілей бачити Його і знати, що Він є Бог (Мт. 5:8; 3 Неф. 12:8; УЗ 76:116–118; 93:1).

#### Бог Син
Бог, відомий як Єгова,—це Син, Ісус Христос (Ісая 12:2; 43:11; 49:26; 1 Кор. 10:1–4; 1 Тим. 1:1; Об. 1:8; 2 Неф. 22:2). Ісус діє під керівництвом Батька і в повній гармонії з Ним. Усі люди—це Його брати і сестри, бо Він є найстаршим з духовних дітей Елогима. У деяких фрагментах Писань Його названо Богом. Наприклад, у Писанні сказано, що “Бог створив небо і землю” (Бут. 1:1), а фактично Творцем був Ісус, Який діяв під керівництвом Бога Батька (Іван 1:1–3, 10, 14; Євр. 1:1–2).

#### Бог Святий Дух
Святий Дух також є Богом; зветься Духом, Духом Божим, а також має інші, подібні до цих імена й титули. З допомогою Святого Духа людина може дізнатися про волю Бога Батька і про те, що Ісус є Христос (1 Кор. 12:3).

### План Спасіння
Повнота євангелії Ісуса Христа, призначеної принести людині безсмертя і вічне життя. План викуплення включає сотворіння, падіння і викуплення, а також усі Богом дані закони, обряди та вчення. Він уможливлює піднесення й вічне життя з Богом для всіх людей (2 Неф. 2; 9). Писання також говорять про нього як про план спасіння, план щастя й план милості.

#### Доземне життя
Писання навчають нас, що пророки, поки ще були духами на небесах, підготували себе, щоб на землі стати провідниками (див. Алма 13:1–3). Бог передвисвятив (обрав) їх бути керівниками ще до того, як вони народилися у смертних тілах. Серед цих провідників Ісус, Адам та Авраам. (Див. Авраам 3:22–23). Джозеф Сміт навчав, що “кожна людина, яку було покликано священнослужити мешканцям світу, була висвячена наперед для цієї мети” (Учення Президентів Церкви: Джозеф Сміт [2007], с. 511). Однак на землі всі вільні прийняти покликання чи відмовитися від нього.
На небесах ми не були всі однакові. Ми, наприклад, знаємо, що були синами і дочками небесних батьків—чоловіками і жінками (див. “Сім’я: Проголошення світові”, Ліягона, жовт. 2004, с. 49). Нам було дано різні таланти і здібності, і нас було покликано задля виконання різних справ на землі. Ми можемо більше дізнатися про наші “вічні можливості”, коли отримаємо наші патріарші благословення (див. Томас С. Монсон, в Conference Report, Oct. 1986, 82; or Ensign, Nov. 1986, 66).
Завіса закриває наші спогади про доземне життя, але Небесний Батько знає, хто ми і що робили до прихода на землю. Він вибрав час і місце для народження кожного з нас, щоб ми могли засвоїти необхідні особисто для нас уроки і зробити якомога більше добра завдяки своїм талантам і божественним рисам.
Наш Небесний Батько знав, що ми можемо розвиватися там лише до якоїсь межі й не зможемо робити це далі, якщо не залишимо Його на певний період часу. Він хотів, щоб ми розвивали божественні риси, притаманні Йому. Щоб зробити це, нам необхідно було залишити небесний дім, щоб бути випробуваними й набути досвіду. Наші духи мали зодягтися у фізичні тіла. Після смерті ми мали покинути своє фізичне тіло й об’єднатися з ним у воскресінні. Тоді ми отримаємо безсмертні тіла, такі, як у нашого Небесного Батька. Якщо ми складемо іспити, то отримаємо повноту радості, яку колись отримав наш Небесний Батько. (Див. УЗ 93:30–34).
Наш Небесний Батько покликав Велику нараду, щоб представити Свій план для нашого зростання (див Учення Президентів Церкви: Джозеф Сміт сс. 210, 517). Ми дізналися, що якщо діятимемо за Його планом, то станемо такими, як Він. Ми воскреснемо; ми матимемо всю владу й силу і на небі, і на землі; і ми станемо небесними батьками і матимемо духовних дітей—саме так, як Він (див. УЗ 132:19–20).
Ми дізналися, що Він дасть нам землю, на якій ми будемо проходити випробування (див. Авраам 3:24–26). Наші спогади прикриє від нас завіса, і ми забудемо небесний дім. Це необхідно для того, щоб згадка про життя з Небесним Батьком не впливала на наш вибір між добром і злом. Тож ми можемо виявляти послух не завдяки знанню або спогадам про Нього, а завдяки вірі в Нього. Він допоможе нам розпізнати істину, коли ми знову почуємо її на землі (див. Іван 18:37).
На Великій нараді ми також дізналися про мету нашого розвитку: мати повноту радості. Однак, ми також дізналися, що декого буде обмануто, деякі виберуть інші шляхи і втратять свою дорогу. Ми дізналися, що в житті всі ми зустрінемося з неприємностями: хворобами, розчаруванням, болем, смутком та смертю. Але ми розуміли, що це дасть нам досвід і зробить нас кращими (див. УЗ 122:7). Від нас залежить, чи принесуть випробування очищення, чи поразку. Вони навчають нас витривалості, терпінню і милосердю (див. Учення Президентів Церкви: Спенсер В. Кімбол [2006], 15–16).
На цій нараді ми також дізналися, що через свою слабкість усі ми, за винятком малих дітей, будемо грішити (див. УЗ 29:46–47). Ми дізналися, що нам буде дано Спасителя, щоб ми могли здолати свої гріхи і побороти смерть воскресінням. Ми дізналися, що якщо будемо вірити в Нього, слухатися Його слів і наслідувати Його приклад, то зможемо піднестися і стати такими, як наш Небесний Батько. Ми отримаємо повноту радості.

#### Сотворіння
Цей світ і все, що є в ньому, створив Ісус Христос. Він також створив багато інших світів. Усе це Він зробив силою священства під керівництвом нашого Небесного Батька. Бог Батько сказав: “Світи без числа створив Я; … і Сином Я створив їх, Який є Моїм Єдинонародженим” (Мойсей 1:33). У нас є й інші підтвердження цієї істини. Джозеф Сміт і Сідні Рігдон бачили у видінні Ісуса Христа. Вони свідчили, “що Ним, і через Нього, і від Нього світи є та було створено, і жителі їхні є синами й дочками, народженими Богові” (УЗ 76:24).
Земля і все, що є на ній, спочатку були створені духовно, а потім матеріально (див. Мойсей 3:5). Плануючи створення матеріальної землі, Христос сказав тим, хто був з Ним: “Ми зійдемо, бо є простір там,… і ми зробимо землю, на якій вони зможуть жити” (Авраам 3:24).
Під керівництвом Батька Христос організував і сформував землю. Він відділив світло від темряви, щоб з’явилися день і ніч. Він упорядкував сонце, місяць і зорі. Він відділив води від суші, щоб з’явилися моря, річки та озера. Він зробив землю прекрасною і родючою. Він створив траву, дерева, квіти та всі інші види рослин. Рослини містили насіння, з якого могли виростати нові рослини. Потім Він створив тварин: риб, худобу, комах та птахів різного виду. Ці тварини могли відтворювати свій вид.
Тепер земля була готовою до найвеличнішого з усіх створінь—людини. Наші духи мали отримати тіла з плоті й крові, щоб вони могли жити на землі. “І Я, Бог, сказав Моєму Єдинонародженому, який був зі Мною від початку: Створімо людину за образом Нашим, за подобою Нашою; і сталося так” (Мойсей 2:26). Тож перший чоловік, Адам, і перша жінка, Єва, були створені, і їм було дано тіло, схоже на тіла наших небесних батьків. “На образ Божий її [людину] Він створив, як чоловіка та жінку створив їх” (Буття 1:27). Коли Господь завершив сотворіння, то був задоволений і знав, що робота Його—хороша, і Він відпочивав якийсь час.

#### Падіння Ада і Єви
Бог підготував цю землю як дім для Своїх дітей. Адама і Єву було обрано стати першими людьми на землі (див. Мойсей 1:34; 4:26). Згідно з планом Батька вони мали зробити цей світ підвладним смерті. Вони мали стати першими батьками. (Див. УЗ 107:54–56).
Адам і Єва були серед найблагородніших дітей нашого Батька. У духовному світі Адама називали Архангел Михаїл (див. УЗ 27:11; Юди 1:9). Він був обраний Небесним Батьком вести праведних у війні проти Сатани (див. Об’явлення 12:7–9). Адам і Єва були висвячені наперед, щоб стати нашими першими батьками. Господь пообіцяв Адаму величні благословення: “Я поставив тебе бути на чолі; багато народів піде від тебе, і ти є князь над ними навіки” (УЗ 107:55).
Єва була “мати всього живого” (Мойсей 4:26). Бог об’єднав Адама і Єву у шлюбі, бо “це недобре, щоб бути чоловіку самотнім” (Мойсей 3:18; див. також 1 Коринтянам 11:11). Вона ділила з Адамом відповідальність, і вона ділитиме з ним вічні благословення.
Коли Адама і Єву помістили в Еденський сад, вони ще не були підвладні смерті. У цьому стані “вони не мали б дітей” (2 Нефій 2:23). Не було смерті. Вони жили фізичним життям, оскільки їхні духи були зодягнені у фізичні тіла, сформовані з пороху земного (див. Мойсей 6:59; Авраам 5:7). Вони жили духовним життям, бо знаходилися у присутності Бога. Тоді вони ще не вибирали між добром і злом.
Бог дав їм заповідь—мати дітей. Він сказав: “Плодіться і розмножуйтеся, і наповнюйте землю, оволодійте нею, і пануйте над… [усім] живим на землі” (Мойсей 2:28). Бог сказав їм, що вони можуть вільно їсти від будь-якого дерева у саду, окрім дерева пізнання добра і зла. Бог говорив про це дерево: “В день їди твоєї від нього ти напевно помреш” (Мойсей 3:17).
Сатана, не знаючи задумів Божих, але прагнучи зруйнувати Його план, явився Єві в Еденському саду. Він спокушав її з’їсти плід дерева пізнання добра і зла. Він запевняв її, що вони з Адамом не помруть, а стануть, “немов боги, знаючи добро й зло” (Мойсей 4:11). Єва спокусилася і їла плід. Коли Адам дізнався про те, що сталося, він вирішив також скуштувати плід. Зміни, які відбулися з Адамом і Євою через те, що вони скуштували плід, називаються Падінням.
Оскільки Адам і Єва скуштували плід дерева пізнання добра і зла, Господь вислав їх з Еденського саду у світ. Наслідком того, що вони з’їли заборонений плід, була зміна стану їхнього фізичного тіла. Як і пообіцяв Бог, вони стали смертними. І їм, і їхнім дітям доведеться зазнати хвороб, болю та фізичної смерті.
Через свою провину Адам і Єва також зазнали духовної смерті. Це означає, що вони та їхні діти не могли ходити поруч із Богом і спілкуватися з ним лицем до лиця.
Дехто вважає, що Адам і Єва скоїли жахливий гріх, коли їли від плоду дерева пізнання добра і зла. Однак Писання останніх днів пояснюють нам, що їхнє падіння було необхідним кроком у плані життя і великим благословенням для всіх нас. Завдяки Падінню, ми благословенні фізичними тілами, правом вибирати між добром і злом та можливістю отримати вічне життя. Ми не мали б жодного з цих привілеїв, якби Адам і Єва залишилися в саду.
Після Падіння Єва сказала: “Якби не наша провина, ми б ніколи не мали сімені, і ніколи б не знали добра, і зла, і радості нашого викуплення, і вічного життя, яке Бог дає всім послушним” (Мойсей 5:11).
Пророк Легій пояснив:
“І тепер послухайте, якби Адам не переступив закон, він би не пав [не був би відсічений від присутності Бога], але залишився б у саду Еденському. І все, що було створене, залишилося б у тому стані, в якому воно було після створення;…
І вони не мали б дітей; отже, залишилися б вони в невинності, не маючи радості, бо не знали б горя; не роблячи добра, бо не знали б вони гріха.
Але дивись, усе було зроблене за мудрістю Того, Хто знає все.

Адам пав, щоб люди були; а люди є, щоб мати радість” (2 Нефій 2:22–25).
Післяземний духовний світ

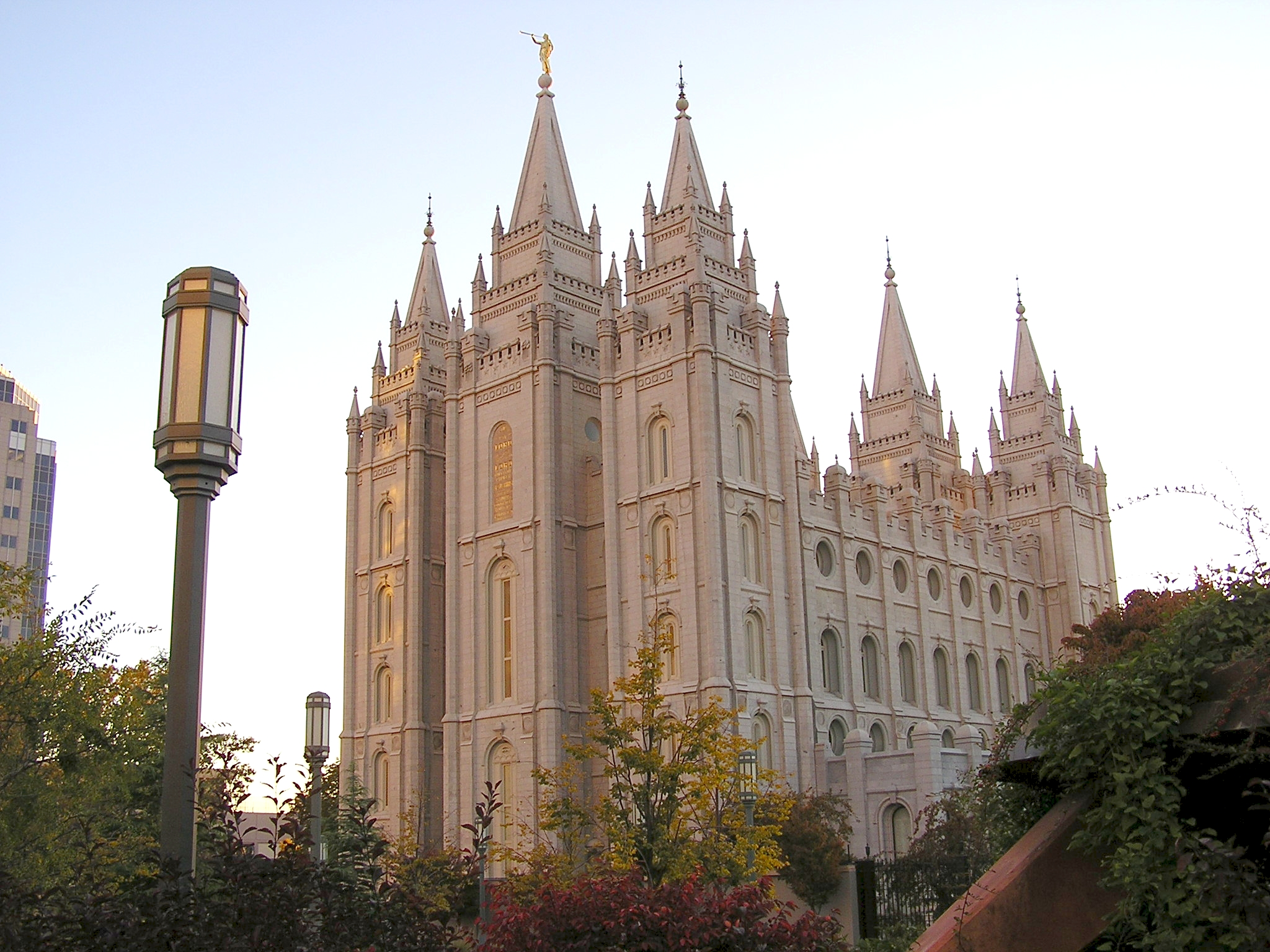
Головний храм Церкви Ісуса Христа Святих останніх днів у Солт-Лейк-Сіті

Небесний Батько склав для нашого спасіння план. За цим планом Він послав нас зі Своєї присутності, щоб ми жили на землі й отримали фізичне тіло з плоті й крові. Врешті-решт фізичне тіло помре, а наші духи вирушать у духовний світ. Духовний світ—це місце очікування, праці, навчання, а для праведних ще й відпочинку від турбот і смутку. Наші духи мешкатимуть там до часу, коли ми будемо готові воскреснути. Тоді наші фізичні тіла знову з’єднаються з нашими духами, і ми приймаємо ступінь слави, до рівня якого є готовими (див. розділ 46 цієї книги).
Пророки останніх днів говорять, що духи тих, хто помер, недалеко від нас. Президент Езра Тефт Бенсон сказав: “Інколи завіса між цим життям та життям прийдешнім стає надзвичайно тонкою. Наші близькі, що померли, знаходяться недалеко від нас” (in Conference Report, Apr. 1971, 18; or Ensign, June 1971, 33). Президент Бригам Янг навчав, що духовний світ знаходиться на землі, навколо нас (див. Учення Президентів Церкви: Brigham Young [1997], 279).Духовні істоти мають форму людського тіла, тільки духовне тіло має довершений образ (див. Етер 3:16). Духи ідуть із земного життя, зберігаючи відданість або вороже ставлення до всього, що стосується праведності (див. Алма 34:34). У них залишаються ті самі пристрасті й бажання, що були й за земного життя. Усі духи мають вигляд дорослої людини. Вони були такими до земного життя і залишатимуться такими після смерті, навіть якщо помирають при народженні чи в дитинстві (див. Учення Президентів Церкви: Джозеф Ф. Сміт [1999], сс. 130–132).
Пророк Алма із Книги Мормона вчив, що духовний світ поділено на дві частини або на два стани:
“Духи тих, хто праведні, буде прийнято до стану щастя, який називається раєм, станом відпочинку, станом спокою, де вони будуть відпочивати від усіх своїх бід і від усіх турбот, і смутку.
І тоді станеться, що духи злочестивих, так, тих хто злий—бо ось, вони не мають ані частини, ані часточки від Духа Господа; бо ось, вони обрали злі діяння замість добрих; тому дух диявола увійшов у них і заволодів їхнім домом—а ці будуть викинуті у зовнішню темряву; там буде плач, і голосіння, і скрегіт зубів, і все через їхнє власне беззаконня, тому що вони були взяті в полон за волею диявола.
Тож таким є стан душ злочестивих, так, у темряві, і стан жахливого, страшного чекання палючого збурення гніву Бога на них; таким чином, вони залишаються в цьому стані, так само як праведні в раю, аж до часу їхнього воскресіння” (Алма 40:12–14).
Духи розрізняються за чистотою їхнього життя та слухняністю волі Господа під час земного життя. Праведних і злочестивих розділено (див. 1 Нефій 15:28–30), але духи можуть прогресувати, коли дізнаються про євангельські принципи і житимуть у відповідності до них. Духи в раю можуть навчати духів, що перебувають у в’язниці (див. УЗ 138).

### Рай
Згідно зі словами пророка Алми праведні духи відпочивають від земних турбот і смутку. Однак вони зайняті виконанням Господньої роботи. Президент Джозеф Ф. Сміт бачив видіння, в якому Ісус Христос одразу після розп’яття відвідав праведних у духовному світі. Він призначив посланців, дав їм силу і повноваження й відрядив “нести світло євангелії тим, хто був в темряві, саме всім духам людським” (УЗ 138:30).
Церкву організовано в духовному світі, і носії священства продовжують там виконувати свої обов’язки (див. УЗ 138:30). Президент Уілфорд Вудрафф навчав: “Те саме священство існує й по той бік завіси… Кожен апостол, кожен сімдесятник, кожен старійшина і т.д., який помер у вірі, як тільки переходить за завісу, приєднується до роботи священнослужіння” (Deseret News, Jan. 25, 1882, 818).
Важливе значення також мають сімейні стосунки. Президент Джедедая М. Грант, радник Бригама Янга, бачив духовний світ і розповідав про його організацію Геберу Ч. Кімболу: “Він сказав, що люди, яких бачив, були організовані у сім’ї… Він говорив: “Коли я побачив сім’ї, то деякі з них відрізнялися від інших… адже я бачив сім’ї, яким не дозволено було зібратися і жити разом через те, що вони не шанували своїх покликань тут” (Deseret News, Dec. 10, 1856, 316–317).

### Духовна в’язниця
Апостол Петро казав про духовний світ як про в’язницю, якою він і є для окремих духів (див. 1 Петра 3:18–20). У духовній в’язниці перебувають духи тих, хто ще не отримав євангелії Ісуса Христа. Ці духи зберігають свободу волі. Їх приваблює як добро, так і зло. Якщо вони приймуть євангелію, і за них у храмах буде виконано обряди, вони можуть залишити духовну в’язницю і жити в раю.
Крім того, у духовній в’язниці перебувають ті, хто відкинув євангелію, проповідувану їм на землі або в духовній тюрмі. Ці духи живуть у стані, що називається пеклом. Вони позбавили себе милості Ісуса Христа, Який сказав: “Бо знай, Я, Бог, вистраждав це за всіх, щоб їм не страждати, якщо покаються; але якщо вони не покаються, вони повинні страждати саме так, як Я; таким стражданням, яке примусило Мене, Самого Бога, найвеличнішого з усіх, тремтіти від болю і кровоточити кожною порою, та страждати і тілом, і духом” (УЗ 19:16–18). Коли вони відстраждають за свої гріхи, їм буде дозволено, завдяки Спокуті Ісуса Христа, успадкувати найнижчий ступінь слави, тобто телестіальне царство.

### Друге пришестя Ісуса Христа
Через сорок днів після воскресіння Ісус та Його апостоли зібралися на Оливній горі. Настав час Ісусові залишити землю. Він виконав усю роботу, яку мав на той час. Він мав повернутися до нашого Небесного Батька й бути з Ним аж до Свого Другого пришестя. Передавши настанови апостолам, Ісус піднісся на небеса. Поки апостоли спостерігали за цим, явилося двоє ангелів, що стали поруч і сказали: “Галілейські мужі,—чого стоїте й задивляєтесь на небо? Той Ісус, що вознісся на небо від вас, прийде так, як бачили ви, як ішов Він на небо!” (Дії 1:11). З того часу й до цього дня послідовники Ісуса Христа з нетерпінням чекають на Друге пришестя.
Ось, що буде робити Ісус Христос, коли знову прийде на землю:
1. Він очистить землю. Коли Ісус прийде знов, то прийде в силі й великій славі. Тоді будуть знищені всі злочестиві. Усе нечисте буде спалено, і земля очиститься вогнем (див. УЗ 101:24–25).
2. Він буде судити Свій народ. Коли Ісус прийде вдруге, Він судитиме народи і відділить праведних від злочестивих (див. Матвій 25:31–46; див. також розділ 46 цієї книги). Іван Богослов писав про цей суд: “І бачив я престоли та тих, хто сидів на них,—і суд їм був даний,— і душі святих за свідчення про Ісуса й за Слово Боже, … і царювали з Христом тисячу років”. А злочестиві, яких він бачив, “не ожили, аж поки не скінчиться тисяча років” (Об’явлення 20:4–5; див. також УЗ 88:95–98).
3. Він оголосить про початок Тисячоліття. Тисячоліття—це період тисячорічного правління Ісуса на землі. Праведні зберуться, щоб зустріти Ісуса під час Його пришестя (див. УЗ 88:96). З приходом Спасителя розпочнеться Його тисячолітнє правління. (Див. розділ 25 цієї книги).  Президент Бригам Янг сказав:  “Під час Тисячоліття, коли Царство Боже затвердиться на землі в силі, славі й досконалості, а правління злочестивості, яке так довго переважало, скориться; святі Божі одержать привілей будувати свої храми і входити в них, стаючи, так би мовити, стовпами в храмах Божих [див. Об’явлення 3:12], і вони будуть виконувати обряди за своїх мертвих… Потім ми побачимо, як воскреснуть наші друзі й, можливо, дехто з тих, кого ми знали на землі. … І ми будемо одержувати одкровення, щоб пізнати наших предків аж до батька Адама і матері Єви, і ми ввійдемо в храми Божі і будемо виконувати обряди за них. Тоді [діти] будуть запечатані до [батьків], поки не буде складено досконалий ланцюг аж до Адама, тож це буде досконалий ланцюг священства від Адама і до заключної сцени світової історії” (Teachings of Presidents of the Church: Brigham Young [1997], 333–334).
4. Він здійснить Перше воскресіння. Ті люди, які здобули привілей піднятися у воскресінні праведних, вийдуть з могил. Вони оживуть, щоб зустріти Спасителя, Який сходитиме з небес. (Див. УЗ 88:97–98).  Після того, як Ісус Христос піднявся з мертвих, інші померлі праведники також воскресли. Вони явилися людям в Єрусалимі. Те ж саме сталося й на Американському континенті. (Див. Матвій 27:52–53; 3 Нефій 23:9–10). То був початок Першого воскресіння. З того часу воскресали окремі люди. Усі ті, хто вже воскрес і воскресне під час Його пришестя, успадкують славу целестіального царства (див. УЗ 76:50–70).  Після воскресіння тих, хто успадкує целестіальну славу, буде воскрешена інша група: ті, хто отримає террестріальну славу. Коли всі ці люди воскреснуть, Перше воскресіння буде завершено.  Злочестиві, що житимуть під час Другого пришестя Господа, будуть знищені в плоті. Усі, хто ще не воскрес, воскреснуть, щоб постати перед Богом. Вони або успадкують телестільну славу, або будуть скинуті разом із Сатаною в зовнішню темряву (див. УЗ 76:32–33, 81–112).
5. Він посяде Своє законне місце Царя небес і землі. Коли Ісус прийде, Він установить на землі Своє врядування. Церква стане складовою того царства. Він правитиме в мирі над усіма людьми на землі протягом 1000 років.  Коли Ісус Христос прийшов на землю вперше, Він не прийшов у славі. Він народився в убогому хліві й був покладений у ясла з сіном. Він не прийшов на чолі численних армій, як очікували свого Спасителя юдеї. Замість того Він говорив: “Любіть ворогів своїх,… творіть добро тим, хто ненавидить вас, і моліться за тих, хто вас переслідує” (Матвій 5:44). Його не прийняли і розіп’яли. Але Його не зможуть не прийняти під час Другого пришестя, “бо кожне вухо почує його, і кожне коліно схилиться, і кожний язик визнає”, що Ісус є Христос (УЗ 88:104). Його зустрінуть як “Господа над панами та Царя над царями” (Об’явлення 17:14). Його назвуть “Дивний Порадник, Бог сильний, Отець вічности, Князь миру” (Ісая 9:5).  Коли Ісус Христос народився, дуже небагато людей знали про те, що прийшов Спаситель світу. Коли Він прийде знов, ні в кого не буде сумнівів, хто Він. Ніхто не знає точного часу повернення Спасителя. “А про день той й годину не знає ніхто: ані Анголи небесні, ані Син,—лише Сам Отець” (Матвій 24:36; див. також УЗ 49:7).  Господь розповів притчу, щоб натякнути нам на час Свого пришестя:  “Від дерева ж фіґового навчіться прикладу: коли віття його вже розпукується, і кинеться листя, то знаєте, що близько літо.  Так і ви: коли тільки побачите, що діється це, то знайте, що близько—під дверима” (Марк 13:28–29).  Господь також дав нам деякі ознаки, які попередять нас про наближення часу Його пришестя. Розповівши про ці ознаки, Він попередив:  “Тож пильнуйте, бо не знаєте, котрого дня прийде Господь ваш. …  Тому будьте готові й ви,— бо прийде Син Людський тієї години, коли ви не думаєте!” (Матвій 24:42–44).  Щодо більш детальної інформації про те, як впізнати наближення Другого пришестя Ісуса, див. розділ 43 цієї книги. Найкращий спосіб підготуватися до пришестя Спасителя—це прийняти вчення євангелії та втілити їх у житті. Ми повинні прожити кожен день якомога краще, як того учив Ісус, коли жив на землі. Ми можемо звертатися за проводом до пророка і приймати його пораду. Ми можемо жити гідно, щоб Святий Дух вів нас. Тоді ми будемо чекати на пришестя Спасителя з радістю, а не страхом. Господь сказав: “Не бійся, черідко мала, царство є вашим, доки Я прийду. Ось, Я прийду скоро. Саме так. Амінь” (УЗ 35:27).

### Тисячоліття
З Другим пришестям Ісуса Христа на землі розпочнеться період миру, любові та радості, що триватиме тисячу років. Цей період називається Тисячоліття. Писання і пророки допомагають нам зрозуміти, яким буде життя на землі в Тисячолітті. Завдяки знищенню злочестивих, під час Другого пришестя Спасителя тільки праведні люди будуть жити на землі на початку Тисячеліття. Це ті, хто вів чесний і добропорядний спосіб життя. Ці люди успадкують або террестріальне, або целестіальне царство. Під час Тисячоліття смертні люди і далі житимуть на землі й матимуть дітей, як це відбувається зараз (див. УЗ 45:58). Джозеф Сміт сказав, що землю часто відвідуватимуть безсмертні істоти. Ці воскреслі істоти допомагатимуть в управлінні й іншій роботі. (Див. Teachings of the Prophet Joseph Smith, sel. Joseph Fielding Smith [1976], 268.)
У людей залишиться свобода волі, і якийсь час багато з них продовжуватимуть залишатися прихильниками своїх релігій та поглядів. Але зрештою кожен визнає Ісуса Христа як свого Спасителя. У Тисячолітті Ісус буде “особисто царювати на Землі” (Уложення віри 1:10). Джозеф Сміт пояснив, що Ісус буде “царювати над святими і спуститься, і навчатиме” (Учення Президентів Церкви: Джозеф Сміт [2007], с. 258). Під час Тисячоліття члени Церкви будуть виконувати дві важливі справи: храмову та місіонерську роботу. Храмова робота включає в себе виконання обрядів, необхідних для піднесення. Це хрищення, рукопокладання для надання дару Святого Духа і храмові обряди: ендаумент, храмовий шлюб та запечатування сімей на вічність.
Багато людей померло, не пройшовши ці обряди. За них їх мають виконати люди на землі. Нині ця робота ведеться у Господніх храмах. Але до початку Тисячоліття цю роботу не буде закінчено, отже, вона буде завершуватися в цей період. Воскреслі особи допоможуть нам виправити помилки, яких припустилися в пошуку даних про померлих предків. Вони також допоможуть нам знайти інформацію, якої не вистачає в наших записах. (Див. Joseph Fielding Smith, Doctrines of Salvation, comp. Bruce R. McConkie, 3 vols. [1954–1956], 2:167, 251–252.)
Іншою важливою справою під час Тисячоліття буде місіонерська робота. Євангелія буде проповідувана з великою силою всім народам. Зрештою не стане потреби навчати інших перших принципів євангелії, “бо всі будуть знати Мене, від малого їхнього й аж до великого їхнього,—каже Господь” (Єремія 31:34).